# レダ・カテブ
レダ・カテブ（Reda Kateb アラビア語: رضا كاتب、1977年7月27日 - ）は、フランスの俳優。

## 来歴
イヴリー＝シュル＝セーヌ出身。父親はアルジェリア人の俳優マレク＝エディン・カテブ、作家のカテブ・ヤシーンは大伯父。ほかにチェコ・イタリアの血も引く。
2015年、映画『ヒポクラテスの子供達』で第40回セザール賞助演男優賞を受賞。また同年、芸術文化勲章シュヴァリエ（騎士）を受章。

## 主な出演作品
- 預言者 Un prophète (2009)
- 愛について、ある土曜日の面会室 Qu'un seul tienne et les autres suivront (2009)
- 晴れ、ときどきリリー Pieds nus sur les limaces (2010)
- 黒いスーツを着た男 Trois mondes (2012)
- ゼロ・ダーク・サーティ Zero Dark Thirty (2012)
- SHIBARI 壊れた二人 Une histoire d'amour (2013)
- パリ、カウントダウン Le jour attendra (2013)
- 北駅 Gare du Nord (2013)
- 不機嫌なママにメルシィ! Les Garçons et Guillaume, à table! (2013)
- ヒポクラテスの子供達 Hippocrate (2014)
- 涙するまで、生きる Loin des hommes (2014)
- 孤独の暗殺者/スナイパー La Résistance de l'air	(2014)
- ロスト・リバー Lost River (2014)
- 夜、アルベルティーヌ L'Astragale (2015)
- アランフエスの麗しき日々 Les Beaux Jours d'Aranjuez (2016)
- パリ、ピガール広場 Les Derniers Parisiens (2016)
- 永遠のジャンゴ Django (2017)
- 世界の涯ての鼓動 Submergence (2017)
- スペシャルズ! 〜政府が潰そうとした自閉症ケア施設を守った男たちの実話〜 Hors normes (2019)
- ウルフズ・コール Le Chant du loup (2019)
- ポゼッションズ 血と砂の花嫁 Possessions (2020) テレビミニシリーズ
- 約束 Les Promesses (2021)